# ساموئل دومولن
ساموئل دومولن (فرانسوی: Samuel Dumoulin‎؛ زادهٔ ۲۰ اوت ۱۹۸۰) دوچرخه‌سوار اهل فرانسه است.
از باشگاه‌هایی که در آن رکاب زده‌است می‌توان به تیم دوچرخه‌سواری اف‌دی‌جی، آر.ای.ژ.تی. سمنس، آژ۲آر لا موندیال، تیم دوچرخه‌سواری کوفیدیس، و آژ۲آر لا موندیال اشاره کرد.